# Aspidoscelis parvisocius
Aspidoscelis parvisocius (мексиканський карликовий батогохвіст) — вид ящірок родини теїдових (Teiidae). Ендемік Мексики.

## Поширення і екологія
Мексиканські карликові батогохвости мешкають на півночі Оахаки та в сусідніх районах Пуебли. Вони живуть на напівпустельних і мескітових луках, трапляються на кукурудзяних полях.